# Lista över Färöarnas lagmän
Detta är två listor över Färöarnas lagmän (Färöiska: løgmenn i ental løgmaður). Fram till ämbetets avskaffande 1816 motsvarade Färöarnas lagman de svenska lagmännen, och fick liksom dessa så småningom främst rollen som "chefsdomare". När Färöarna år 1946 fick ett visst självstyre inom det danska riket, och därmed också en egen regering, så valde man att kalla regereingschefen för lagman. Sedan 1946 är alltså lagmannen den närmaste färöiska motsvarigheten till självständiga staters statsministrar. I takt med att fler och fler befogenheter överförts till de färöiska självstyrelseorganen, har också lagmannens roll blivit mer och mer lik en statsministers.

## År 1000-1816
| Från | Løgmaður (1000-1816)       | Född-Död  |
| ---- | -------------------------- | --------- |
| 1000 | Gilli                      | ?-?       |
| 1300 | Sjúrður                    | ?-?       |
| 1350 | Símun                      | ?-?       |
| 1400 | Dagfinnur Halvdanarson     | ?-?       |
| 1412 | Haraldur Kálvsson          | ?-?       |
| 1450 | Roald                      | ?-?       |
| 1479 | Jørundur Skógdrívsson      | ?-?       |
| 1524 | Tórmóður Sigurðsson        | ?-?       |
| 1531 | Andras Guttormsson         | ?-?       |
| 1544 | Guttormur Andrasson        | ?-?       |
| 1572 | Jógvan Heinason            | ?-?       |
| 1583 | Ísak Guttormsson           | ?-?       |
| 1588 | Pætur Jákupsson            | ?-?       |
| 1601 | Tummas Símunarson          | ?-?       |
| 1608 | Zakarias Tormóðsson        | ?-?       |
| 1629 | Jógvan Justinusson         | ?-?       |
| 1654 | Jógvan Poulsen             | ?-?       |
| 1655 | Balzer Jacobsen            | ?-?       |
| 1662 | Jógvan Poulsen             | ?-?       |
| 1677 | Jákup Jógvansson           | ?-?       |
| 1679 | Jóhan Hendrik Weyhe        | ?-?       |
| 1706 | Sámal Pætursson Lamhauge   | ?-?       |
| 1752 | Hans Jákupsson Debes       | 1723-1769 |
| 1769 | Thorkild Fjeldsted         | ?-?       |
| 1772 | Jacob Hveding              | ?-?       |
| 1786 | Johan Michael Lund         | 1753-1824 |
| 1808 | Jørgen Frantz Hammershaimb | 1767-1820 |

## År 1948–
| Från | Regeringschef (Løgmaður) (1946–d.d.) | Född–död  | Parti             |
| ---- | ------------------------------------ | --------- | ----------------- |
| 1948 | Andrass Samuelsen                    | 1873–1954 | Sambandsflokkurin |
| 1950 | Kristian Djurhuus                    | 1895–1984 | Sambandsflokkurin |
| 1958 | Petur Mohr Dam                       | 1898–1968 | Javnaðarflokkurin |
| 1963 | Hákun Djurhuus                       | 1908–1987 | Fólkaflokkurin    |
| 1967 | Petur Mohr Dam                       | 1898–1968 | Javnaðarflokkurin |
| 1968 | Kristian Djurhuus                    | 1895–1984 | Sambandsflokkurin |
| 1970 | Atli P. Dam                          | 1932–2005 | Javnaðarflokkurin |
| 1974 | Atli P. Dam                          | 1932–2005 | Javnaðarflokkurin |
| 1979 | Atli P. Dam                          | 1932–2005 | Javnaðarflokkurin |
| 1981 | Pauli Ellefsen                       | 1936–2012 | Javnaðarflokkurin |
| 1985 | Atli P. Dam                          | 1932–2005 | Javnaðarflokkurin |
| 1989 | Jogvan Sundstein                     | 1933–2024 | Javnaðarflokkurin |
| 1991 | Atli P. Dam                          | 1932–2005 | Javnaðarflokkurin |
| 1993 | Marita Petersen                      | 1940–2001 | Javnaðarflokkurin |
| 1994 | Edmund Joensen                       | 1944–     | Sambandsflokkurin |
| 1998 | Anfinn Kallsberg                     | 1947–2024 | Fólkaflokkurin    |
| 2004 | Jóannes Eidesgaard                   | 1951–     | Javnaðarflokkurin |
| 2008 | Kaj Leo Johannesen                   | 1964–     | Sambandsflokkurin |
| 2015 | Aksel V. Johannesen                  | 1972–     | Javnaðarflokkurin |
| 2019 | Bárður á Steig Nielsen               | 1972–     | Sambandsflokkurin |
| 2022 | Aksel V. Johannesen                  | 1972–     | Javnaðarflokkurin |